# Tajemný nový svět
Tajemný nový svět (v anglickém originále Strange New World) je epizoda seriálu Star Trek: Enterprise. Jde o čtvrtý díl první řady pátého seriálu ze světa Star Treku.

## Děj
Enterprise narazila na planetu velice podobnou Zemi, s krásnou přírodou a bez humanoidních obyvatel. Kapitán se rozhodl vyslat na planetu raketoplán, protože byl velice nadšen jejím objevením. Ignoroval protesty T'Pol, která chtěla nejdříve na planetě provést geofyzikální průzkumy pomocí sond, což se však zdálo posádce velice zdlouhavé. Výsadku se zúčastnili kapitán Archer, T'Pol, Reed, Trip, Travis, Cutlerová a Novakovič. Po několika hodinách průzkumu se pak kapitán a Reed vrátili na palubu, ostatní pak pokračovali v průzkumu (Trip s Travisem zůstali spíše proto, že se jim na planetě líbilo, brali to jako menší dovolenou). Večer, když si při ohni vyprávěli strašidelné příběhy, se z jihozápadu přihnala bouře a všichni byli nuceni schovat se do blízké jeskyně.
Po příchodu do jeskyně zjistili, že v táboře zapomněli jídlo, tak se pro něj Travis vrátil. Po návratu tvrdil, že venku někdo je, ale T'Pol reagovala, že podle přístrojů je planeta neobydlená. Novakovič pak prý zaslechl hlasy a vyděšeně se snažil ostatní přesvědčit, že v jeskyni není bezpečno. Když mu Trip vydal rozkaz, aby se uklidnil, utekl. Tak se za ním spolu s Travisem vydal. Při hledání Trip uviděl bytost, která vystoupila ze skály a zase s ní splynula. Novakoviče nenašli, ale informovalii Enterprise o uplynulých událostech, takže se za nimi kapitán s Reedem raději vydali raketoplánem. Cutlerová zatím v jeskyni viděla, jak T'Pol při geologickém průzkumu jeskyně s někým mluví. Vzniká nedůvěra k T'Pol.
Raketoplán nebyl schopen kvůli větru a poškození trysky přistát, takže výsadek musel na planetě „zkusit přečkat“, jak řekl kapitán. Novakovič byl transportován na loď a poté přesunut do ošetřovny. V jeskyni se dále prohlubuje napětí. Doktor na lodi zatím zjistil, že Novakovič je sice až na odřeniny v pořádku, je však pod vlivem psychotropní látky tropolizinem, který donesla pravděpodobně bouře a za několik hodin bude v pořádku. Archer proto vysvětlil výsadku, že za několik hodin odezní účinek i u nich a nařídil Tripovi, aby nechal T'Pol na pokoji. Výsadek však stále více žije v halucinacích, kromě vulkánky, na kterou to působí míň. Trip je velice vystresovaný, dotírá na T'Pol a bojí se neznámých bytostí, ostatní už nejsou příliš při vědomí.
Novakovič téměř umírá, protože, jak řekl doktor: „V atomech tropolizinu je volný neutron... když se dostal do krevního oběhu, uvolnil nezjistitelný toxin“. Doktor mu sice pomohl, ale neví, jestli to zabere tak pozdě. Vzniklá situace je mu velmi líto. Trip už je v jeskyni schopen T'Pol zabít. Kapitán mu poslal injekce proti tomu toxinu, nedaří se mu však Tripa přesvědčit, aby s T'Pol spolupracoval. Proto se uchyluje ke lsti – Tripovi řekl, že je to přísně tajná akce kontaktu s bytostmi na bázi křemíku a jen T'Pol je trochu zná. Hoshi pak T'Pol vulkánským jazykem vysvětlila, že má předstírat komunikaci s těmi lidmi. Když T'Pol úspěšně hrála svou hru, nedával Trip chvíli pozor a tak ho omráčila pistolí. Pak všem dala injekce, které tam byly už předtím transportovány.
Následující den, když se členové výsadku probudili, už na ně žádná látka nepůsobila a pochopili vše, co se předešlého dne stalo (pochopitelně žádné bytosti tam vůbec nebyly, jen se jim to zdálo). Bylo krásné počasí a přiletěl pro ně raketoplán.